# Parablennius ruber
Parablennius ruber är en fiskart som först beskrevs av Valenciennes, 1836.  Parablennius ruber ingår i släktet Parablennius och familjen Blenniidae. Inga underarter finns listade i Catalogue of Life.